# Bergsulza

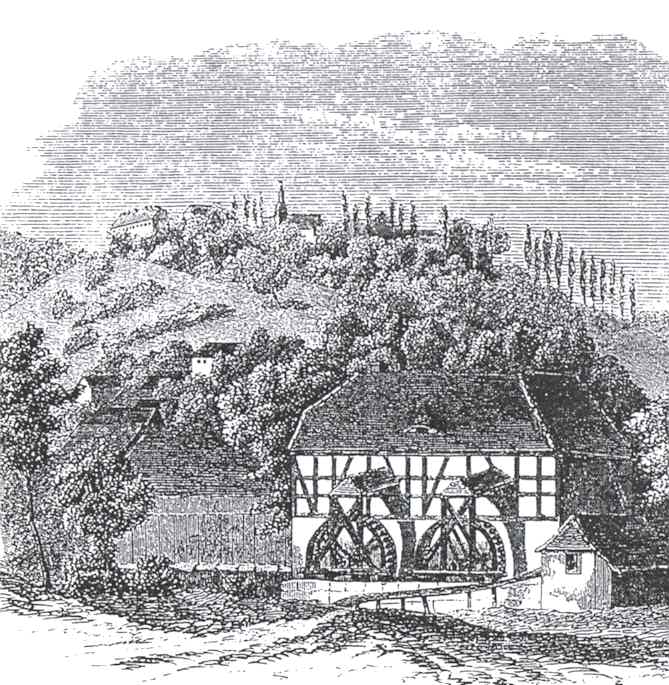
Dorfsulza, mit der Dorfmühle an der Ilm, und im Hintergrund Bergsulza um 1850

Pfarrkirche von 1716 mit Pfarrhaus aus dem frühen 17. Jahrhundert

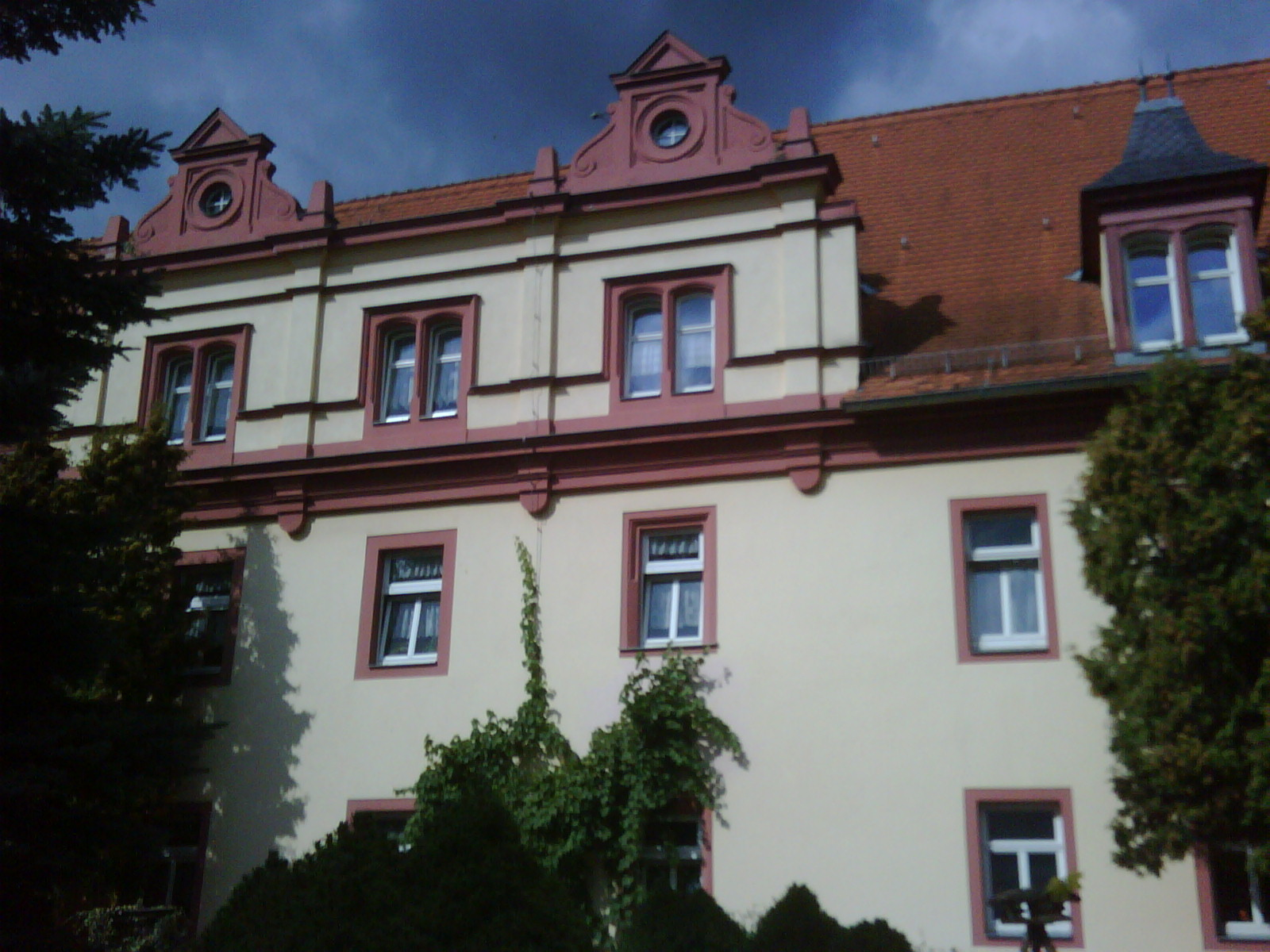
Herrenhaus der von Tümpling von 1748

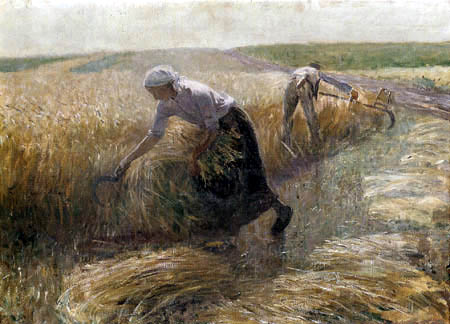
Bauern in Bergsulza 1888
(Ölgemälde von Leopold von Kalckreuth)

Bergsulza ist ein Ortsteil der Landgemeinde Stadt Bad Sulza im Landkreis Weimarer Land in Thüringen.

## Geografie
Bergsulza liegt südöstlich von Bad Sulza an und auf der Saale-Ilm-Platte in 261 Meter über NN in Richtung Schmiedehausen, Lachstedt und Camburg. Die Landesstraße 2158 führt ziemlich steil und auch kurvenreich zur Hochebene. Die bewaldeten Anhöhen des Ilmtals erstrecken sich bis zum Plateau.

## Geschichte
Der Ort wurde am 18. April 1063 erstmals urkundlich erwähnt. Im frühen Mittelalter bestand nur der Ort Sulza. Später entwickelte sich Bergsulza auf dem westlichen Ausläufer des Herlitzberges zur Sicherung der Salzproduktion und des Abtransportes aus dem Ilmtal Richtung Schmiedehausen und Camburg, um bei Wetzdorf auf die Regensburger Straße zu treffen. Es wurde zum Schutz eine Burg errichtet. Anstelle dieser Burg wurde dann im 11. Jahrhundert vom Pfalzgrafen Friedrich II. von Sachsen ein Chorherrenstift errichtet. Das Kloster befand sich an der Stelle des noch erhaltenen Herrenhauses aus dem 19. Jahrhundert, in dem sich heute die Jugendherberge befindet.
Der Ort gehörte seit Mitte des 15. Jahrhunderts zum ernestinischen Amt Roßla, welches 1572 zu Sachsen-Weimar, 1603 zu Sachsen-Altenburg, 1672 wieder zu Sachsen-Weimar und 1741 zu Sachsen-Weimar-Eisenach kam. Bei der Verwaltungsreform des Großherzogtums Sachsen-Weimar-Eisenach kam der Ort 1850 zum Verwaltungsbezirk Weimar II (Verwaltungsbezirk Apolda) und 1920 zum Land Thüringen.

## Sehenswürdigkeiten
Die heute unter dem Namen Kirche St. Wigbert geführte Kirche ist auf die bis ca. 1525 St. Peter geweihte Kirche zurückzuführen. St. Wigbert war vielmehr die Kirche in Dorfsulza geweiht, das Pfarrhaus aus dem 17. Jahrhundert sowie das ehemalige Herrenhaus sind Zeugen der Vergangenheit.

## Persönlichkeiten
- Bernhard Hergt (1858–1920), Lehrer und Botaniker